# Саласпилсский замок
Саласпилсский средневековый замок (историческое название — Кирхгольм; лат. castrum Holme, нем. Ordensburg Kirchholm; также Зельбург, лат. castrum Selonum, в русских источниках времён ливонских войн Селипель) — бывшая крепость на Даугаве, сооружённая на месте древнего ливского поселения. Позднее принадлежал Рижскому архиепископству и Ливонскому ордену. Находился на древнем торговом пути «из варяг в греки».

## Ливское поселение
Участок размером 250×600 м, где была построена крепость, находился очень близко к берегу и в то же время по своему расположению позволял контролировать русло Даугавы и проходящие по нему корабли, так как именно между островом и правым берегом находился самый глубокий и судоходный рукав реки.
При раскопках здесь были найдены предметы каменного века, раннего и среднего периода железного века, а также украшения, относящиеся к началу первого тысячелетия нашей эры. Когда здесь появились немцы, в Гольме располагалось большое поселение ливов с врытыми в землю срубовыми избами, очагами и ямами для хранения продуктов.
В Хронике Ливонии поселение Гольм упоминается в 1186 году, епископ Мейнард предложил ливам построить второй после Икскюля каменный замок на острове в 20 км от устья Даугавы с помощью приглашённых им каменщиков с Готланда в обмен на обещание креститься, которое ливы не сдержали.
Хотя строительство каменных крепостей произвело впечатление на ливов, сообщает Генрих Латвийский, после завершения строительства ливы изгнали немцев, а после того, как часть ливов все-таки приняла крещение, они «время от времени своё крещение смывали в Даугаве, и пытались стряхнуть власть немцев с себя».
Около 1195 года ливы Гольма отпали от христианства, хотя к тому времени на острове имелись церковь (ecclesia) и кладбище (cymiterium), что ныне позволяет считать остров Мартиньсала самым старым католическим кладбищем в Латвии, возникшим не позднее 1197 г.
Когда на место умершего Мейнарда прибыл новый епископ Бертольд, он попытался установить контакт с ливами, однако те, приняв угощение и подарки, на освящении кладбища попытались нового епископа убить, утопить в Даугаве или сжечь в церкви, обвиняя его в корысти: «Бедность причина его прихода!»
Бертольду удалось бежать в Германию, откуда он вернулся с войском крестоносцев и вновь обратился к ливам с вопросом, хотят ли они принять веру, на что получил отказ.
Последовала битва немецких крестоносцев с ливами, в которой Бертольд был убит, после чего его рыцари принудили даугавских ливов принять крещение. В частности, около 50 ливов приняли крещение в Гольме. Однако как только немцы покинули остров, ливы смыли с себя крещение с приговором: «…здесь мы крещеную воду вместе с верой христианской прогоняем по водам реки, освобождаясь от принятой веры, и отсылаем её вслед за уезжающими…». Они также решили убить всех чужаков, которые останутся в их землях.
С приходом в Ливонию нового епископа Альберта, который также безуспешно пытался взять ливский Гольм, немцы проявили себя как серьезная военная сила.
В 1202—1203 гг. на Гольм напали земгалы, которым удалось сжечь посёлок и церковь, однако крепость после долгой осады (castrum diu inpugnantes) они взять не смогли. После этого в Гольме появился гарнизон немецких арбалетчиков.
В 1203 году полоцкий князь Владимир, стремясь вернуть себе контроль над Ливонией, отправился в поход на Ригу. Он захватил замок Икскюль и пытался взять штурмом Гольм, однако немецкие арбалетчики успешно держали оборону, из-за чего полочане не рискнули переправляться через Двину под обстрелом и отступили.
В 1206 году рижский епископ Альберт фон Буксгевден пытался заключить с Владимиром мир. Он послал к Владимиру посольство во главе с Теодорихом. Одновременно к Владимиру прибыли послы от ливов, которые жаловались, что «епископ с его сторонниками для них великая тягость, а бремя веры нестерпимо». Генрих Латвийский в своей хронике пишет, что речи ливов были полны «проклятий и желчи», а князя они «больше подстрекали начать войну, чем заключить мир». В результате Владимир решил собрать войско для большого похода на Ригу.
В том же 1206 году Ако, вождь ливов, который «подстрекал князя Полоцкого к войне с рижанами, собрав литовцев, вызвал на войну сородичей из Турайды и всю Ливонию», организовал неудачное восстание против крестоносцев (битва при Гольме). Епископ Альберт получил в Риге отсеченную голову Ако в знак победы над ливами Гольма.
После разделения ливских земель замок перешёл в управление к Альберту и был переименован в «Церковный остров» (нем. Kirchholm или Martinsholm). Для управления волостью был назначен фогт.
Во время гражданской войны в Ливонии в 1298 году принадлежащий архиепископу замок был разрушен Ливонским орденом. Впоследствии орден отстроил на правом берегу Даугавы новый каменный замок с церковью Святого Георгия, впервые упомянутый в 1380 году как Нойе-Кирхгольм («Новый церковный остров»).
В 1452 году в замке был подписан Саласпилсский договор о том, что у Риги есть два феодальных господина — Рижский архиепископ и Ливонский орден.
28 августа 1577 года, во время Ливонской войны, замок был сожжён, а 4 сентября была взорвана его кладка, чтобы войска царя Ивана IV, приближаясь к Риге, не могли использовать его в качестве плацдарма для наступления. После этого замок больше не восстанавливался, но в Саласпилсе для защиты Риги с востока были построены «шведские укрепления» (шанцы).
Остров стал называться Мартиньсала по церкви во имя святого Мартина, построенной рядом с замком. Это название встречается в литературе с XVII века.
Руины крепостной стены длиной около 30 м и толщиной 1,8 м, а также фундамент башни замка на берегу Даугавы сохранились до Первой мировой войны. В 1907 году защитный ров замка был засыпан, а стены во время войны были повреждены артиллерийским огнем. Во время строительства Рижской ГЭС остатки руин оказались на территории водохранилища и были затоплены.

## Конструкция
Замок был построен на правом отвесном берегу Даугавы из доломитовых квадров размером 16-24 см на 30-50 см., высота стен составляла около 10 метров. Это было квадратное строение 40×40 м с внутренним двором шириной 17 на 19 метров.
Ров защищал замок по периметру, вход был устроен через мост с западной стороны. У ворот замка, со стороны реки, находилась его самая старая защитная башня.
Готовясь к войне с Великим княжеством Московским, на рубеже XV—XVI веков Ливонский орден укрепил замок двумя новыми башнями в северо-западном (диаметр 21,5 м, толщина стенки 6,5 м) и северо-восточном (18 м в диаметре) углах крепостной стены. С восточной стороны была построена фронтальная стена площадью 50,4×30 м с надвратной башней диаметром 14 м.